# Aphis calaminthae
Aphis calaminthae är en insektsart. Aphis calaminthae ingår i släktet Aphis och familjen långrörsbladlöss. Inga underarter finns listade i Catalogue of Life.